# Nils Meinander
Tor Nils Hilding Meinander, född den 4 augusti 1910 i Ekenäs, Finland, död den 3 juli 1985, Helsingfors, var en finlandssvensk politiker, nationalekonom och skribent.

## Biografi
Före sin politiska karriär arbetade Meinander i Nordiska Unionsbanken 1929–1934, inom Svenska Folkpartiet 1934–1936, genom Hufvudstadsbladet 1937–1942, samt vid Åbo Akademi som lärare 1942–1944. Han var en av de ledande inom fredsoppositionen under fortsättningskrigets slutskede 1943–1944 och hade samtidigt en viktig befattning inom Statens informationsverk. Han var senare 1953–1973 professor i nationalekonomi vid Svenska handelshögskolan i Helsingfors.
Meinander valdes till finska riksdagen 1945 på Svenska Folkpartiets lista över östra Nylands valkrets, och han behöll sin plats där till 1962. I hans politiska karriär ingick även poster som andre finansminister 1950–1951 och 1953, och finansminister och vice statsminister 1957.
Meinander var ursprungligen en anhängare till Urho Kekkonen, men kom i opposition mot denne i slutet av 1950-talet, vilket innebar slutet på hans politiska karriär.

## Författarskap
Som ekonom skrev Meinander företagshistoriker och medverkade som kolumnist i Hufvudstadsbladet. I sitt vetenskapliga författarskap skrev han bland annat om den finländska sågindustrin utgående från dess ekonomisk-historiska utveckling. Han publicerade vidare politiska memoarer, Insyn och efterklokhet (1977), och böckerna Det fria Finland formas (1980), en exposé över 1920-talet och Finland mognar (1983), en samling essäer kring det finländska 1930-talet.